# La Pobla de Claramunt
La Pobla de Claramunt és un municipi de la comarca de l'Anoia.

## Història
La història del municipi de la Pobla de Claramunt ve marcada per un fet que va succeir el 1344. Hi va haver una terrible rierada que es va emportar el primer nucli de població que havia nascut al marge esquerre del riu Anoia i que es coneixia amb el nom de la Pobla Vella. Després d'aquesta catàstrofe el senyor del Castell de Claramunt va atorgar una carta de repoblació. Va ser aleshores quan va néixer la nova Pobla al costat dret del riu, al peu de la muntanya del castell.
Pel que fa a l'aspecte industrial, la indústria molinera ha estat un dels motors més importants del desenvolupament econòmic del municipi. Molins que, amb el pas del temps, han anat canviant o combinant la seva activitat. Els primers anys eren fariners i més endavant van ser drapers i paperers. És, precisament, aquesta darrera activitat la que marca, actualment, l'economia del poble.
D'aquests molins paperers avui en dia encara se'n poden veure alguns com el de can Tort, cal Almiralló, el Molí de Dalt i el Molí de Baix dels Coca, la Boixera, l'Estrassa, cal Romeu, cal Font o cal Guarro.
A les acaballes del 1713, Felip V d'Espanya va decretar un impost que obligava les poblacions catalanes a sufragar l'exèrcit borbònic del Principat. Poques setmanes després, diverses localitats, entre les quals hi havia la Pobla de Claramunt, es van rebel·lar contra la nova fiscalitat i van fer front als destacaments filipistes que recaptaven la taxa.
El comandament borbònic de Catalunya va voler imposar un càstig exemplar per mirar d'aturar la revolta que començava a escampar-se pel territori; així, el 10 de gener de 1714, dos mil cinc-cents soldats van entrar a sang i foc a Sant Quintí de Mediona. La vila va ser incendiada i els habitants que no van poder escapar-ne van ser executats. Un grup de pagesos va aconseguir fugir i es va resguardar al castell de Claramunt. El dilluns 15 de gener, les tropes borbòniques van atacar la Pobla de Claramunt, la van saquejar i en la retirada van calar-hi foc.

## Geografia
- Llista de topònims de la Pobla de Claramunt (Orografia: muntanyes, serres, collades, indrets..; hidrografia: rius, fonts...; edificis: cases, masies, esglésies, etc).

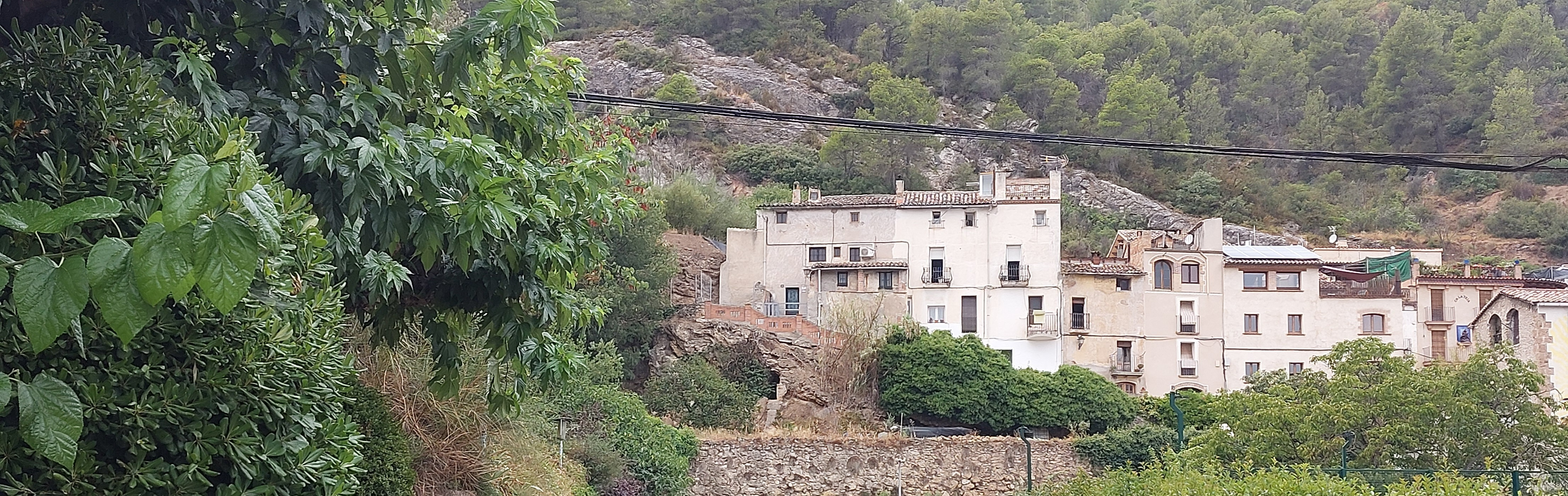
La Pobla de Claramunt

| Entitat de població             | Habitants (2023) |
| la Pobla de Claramunt           | 907              |
| Barri de l'Estació              | 823              |
| les Garrigues                   | 280              |
| el Xaró (la Pobla de Claramunt) | 244              |
| la Rata                         | 50               |
| Plans d'Arau                    | 3                |
| els Masets                      | 2                |
| Font: Idescat                   |                  |

## Demografia
| 1497 f | 1515 f | 1553 f | 1717 | 1787 | 1857  | 1877  | 1887  | 1900  | 1910  |
| ------ | ------ | ------ | ---- | ---- | ----- | ----- | ----- | ----- | ----- |
| -      | 27     | 30     | 353  | 987  | 1.279 | 1.258 | 1.210 | 1.074 | 1.126 |

| 1920  | 1930  | 1940  | 1950  | 1960  | 1970  | 1981  | 1990  | 1992  | 1994  |
| ----- | ----- | ----- | ----- | ----- | ----- | ----- | ----- | ----- | ----- |
| 1.170 | 1.121 | 1.030 | 1.049 | 1.172 | 1.518 | 1.683 | 1.658 | 1.656 | 1.656 |

| 1996  | 1998  | 2000  | 2002  | 2004  | 2006  | 2008  | 2010  | 2012  | 2014  |
| ----- | ----- | ----- | ----- | ----- | ----- | ----- | ----- | ----- | ----- |
| 1.687 | 1.657 | 1.656 | 1.797 | 1.942 | 2.112 | 2.235 | 2.295 | 2.258 | 2.186 |

| 2016  | 2018  | 2020  | 2022  | 2024  | 2026 | 2028 | 2030 | 2032 | 2034 |
| ----- | ----- | ----- | ----- | ----- | ---- | ---- | ---- | ---- | ---- |
| 2.159 | 2.177 | 2.185 | 2.275 | 2.353 | -    | -    | -    | -    | -    |